# Wet (canción de Nicole Scherzinger)
«Wet» —en español: «Húmeda»— es una canción grabada por la cantante estadounidense Nicole Scherzinger para su álbum de estudio debut Killer Love (2011), de la cual fue el cuarto sencillo oficial únicamente para Inglaterra e Irlanda, aunque también tuvo ventas fuera de estos dos países. La canción fue lanzada el 28 de agosto de 2011 por Interscope Records. Fue escrita Tor E. Hermansen Mikkel, S. Eriksen, Sandy Wilhelm, Ester Dean y Traci Hale, bajo la producción de StarGate y Sandy Vee. 
En el tema dance-pop y pop, Scherzinger canta sobre que su cuerpo está siendo dolido por el tacto de un hombre. "Wet" recibió críticas generalmente positivas de los críticos de música, que en general alabaron el trabajo del vídeo musical, por su coreografía y la dirección de Justin Francis. El vídeo cuenta hasta el momento con más de 24 millones de reproducciones en YouTube. 
Respecto a las interpretaciones en vivo, Scherzinger la interpretó por primera vez durante la inauguración del centro comercial más grande de Londres, el Westfield Stratford City. Y por último, la canción fue añadida al repertorio de su gira de 2011 The Killer Love Tour.

## Posicionamiento
| Australia         | ARIA Chart             | 34 |
| Bélgica (Flandes) | Ultratip 40 Singles    | 64 |
| Escocia           | Scottish Singles Chart | 13 |
| Eslovaquia        | Rádio Top 100          | 36 |
| Irlanda           | Irish Singles Chart    | 10 |
| Reino Unido       | UK Singles Chart       | 21 |
| Romania           | Romanian Top 100       | 86 |

- Datos: Q2017289